# موسی مارگا
موسی مارگا (فرانسوی: Moussa Marega‎؛ زادهٔ ۱۴ آوریل ۱۹۹۱ در فرانسه) بازیکن فوتبال اهل مالی است. که در باشگاه فوتبال الدرعیه عربستان به عنوان مهاجم دوم بازی می‌کند.

## عملکرد ملی
مارگا اولین بازی خود را برای تیم ملی مالی در ۲۵ مارس ۲۰۱۵ در یک بازی دوستانه مقابل گابن در بووه فرانسه انجام داد. نتیجه این بازی با شکست ۴–۳ مالی به پایان رسید.
در ۴ سپتامبر ۲۰۱۶، او اولین گل ملی خود را در بازی مقدماتی جام ملت‌های آفریقا در پیروزی ۵–۲ مقابل بنین به ثمر رساند.
مارگا برای جام ملت‌های آفریقا ۲۰۱۹ مصر نیز دعوت شد. مارگا در اولین بازی مالی در پیروزی ۴–۱ مقابل موریتانی گلزنی کرد. مارگا بعد از جام ملت‌های آفریقا ۲۰۱۹ دیگر برای تیم ملی بازی نکرد و حتی برای جام ملت‌های آفریقا ۲۰۲۱ در کامرون دعوت نشد.

## عملکرد باشگاهی

### پورتو
مارگا و خوزه‌سا، دروازه‌بان ماریتیمو در ژانویه ۲۰۱۶ در آستانه انتقال به اسپورتینگ بودند، اما پورتو این زوج را باقراردادهایی تا سال ۲۰۲۰ امضا به خدمت گرفت. بند خرید مارگا ۴۰ میلیون یورو تعیین شد.
او ۱۳ بازی در اولین دوره حضور خود در پورتو انجام داد. مارگا بیشتر به عنوان بازیکن تعویضی برای پورتو به میدان می‌رفت. در ۲ مارس ۲۰۱۶ مارگا در پیروزی خانگی ۲–۰ مقابل ژیل ویسنته در جام حذفی فوتبال پرتغال گلزنی کرد. عملکرد ضعیف اولیه او انتقاد شدید برخی از هواداران پورتو را برانگیخت و او از یک دوست یادگرفت که چگونه انتقادها چشم‌پوشی کند.

### ویتوریا گیماریش
در ۲۰ ژوئیه ۲۰۱۶، مارگا با قراردادی قرضی برای فصل آینده به ویتوریا گیماریش پیوست. او اولین بازی خود را یک ماه بعد در پیروزی ۲–۰ مقابل تیم سابقش، ماریتیمو انجام داد و گل دوم را به ثمر رساند. در ۳۰ اکتبر ۲۰۱۶، او هر سه گل تیمش را در پیروزی ۳–۰ مقابل ریو آوه به ثمر رساند تا به ۱۰ گل از ۸ بازی برسد. در ۴ نوامبر ۲۰۱۶، او در نیم ساعت اول در پیروزی خانگی ۲–۱ مقابل ناسیونال به دلیل خطای خطرناک بر روی نونو سکویرا یک کارت قرمز مستقیم دریافت کرد و سه جلسه محروم شد.

### بازگشت به پورتو
مارگا در بازگشت به پورتو، در بازی ابتدایی فصل ۲۰۱۸–۲۰۱۷ در پیروزی خانگی ۴–۰ مقابل اشتوریل، به عنوان بازیکن تعویضی در نیمه اول به‌جای تیکوینیو وارد زمین شد و دو گل نیز به ثمر رساند. او در کنار وینسنت ابوبکر کامرونی و یاسین براهیمی الجزایری، مثلث خط حمله بازیکنان آفریقایی پورتو را تشکیل می‌دادند. مارگا در ۱۴ بازی لیگ ۱۴ گل به ثمر رساند و ظاهراً در ژانویه ۲۰۱۸ مورد توجه تیم‌های لیگ برتری منچستریونایتد و چلسی قرار گرفت. پورتو بعد از پنج سال قهرمان لیگ پرتغال شد و مارگا با ۲۲ گل بهترین گلزن پورتو (در مجموع سوم، پس از ژوناس و باس دوست) شد.

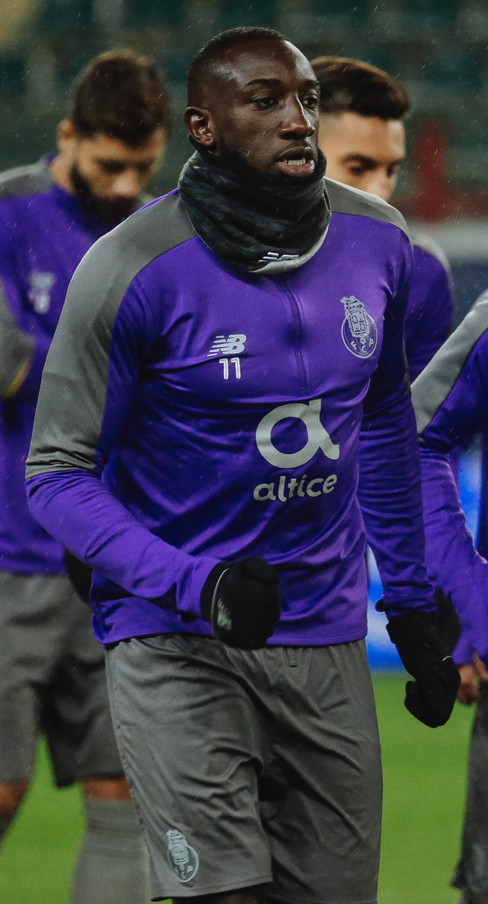
مارگا در تمرین پورتو در سال ۲۰۱۸

در نوامبر ۲۰۱۸، مارگا به عنوان بهترین بازیکن سال تقویم پورتو جایزه (اژدهای طلایی) را دریافت کرد. مارگا که قبلاً در یک بازی اروپایی گل نزده بود در لیگ قهرمانان اروپا ۲۰۱۹–۲۰۱۸ با گلزنی در پیروزی ۱–۰ قابل گالاتاسرای به این مهم دست یافت و تا شش بازی متوالی در این فصل لیگ قهرمانان اروپا گلزنی کرد. با این گلزنی‌های تأثیر گذار مارگا، پورتو با پیروزی ۳–۱ مقابل رم برای اولین بار در چهار سال گذشته به یک چهارم نهایی لیگ قهرمانان اروپا رسید.
او در ۱۵ ژوئیه ۲۰۲۰ در برد خانگی ۲–۰ مقابل اسپورتینگ گلزنی کرد و پورتو در دو هفته زودتر تا تمام شدن بازی‌های لیگ برتر پرتغال به قهرمانی رسید. در ۱۷ فوریه ۲۰۲۱، او در برد ۲–۱ مقابل یوونتوس در مرحله یک شانزدهم نهایی لیگ قهرمانان اروپا ۲۰۲۱–۲۰۲۰ یک گل به ثمر رساند. دیگر گل پورتو را مهدی طارمی به ثمر رساند.

### الهلال
در ۱۰ می ۲۰۲۱، باشگاه الهلال عربستان اعلام کرد که مارگا را با عقد قراردادی سه ساله به عنوان یک بازیکن آزاد، با دستمزد سالانه ۵ میلیون یورو به خدمت گرفت. او در اولین سال حضور خود در الهلال، قهرمانی لیگ قهرمانان آسیا را به‌دست آورد. مارگا در این تورنمنت یک گل در نیمه نهایی مقابل النصر عربستان و یک گل در فینال مقال پوهانگ استیلرز کره جنوبی به ثمر رساند.

## افتخارات

### باشگاهی

#### پورتو
- لیگ برتر پرتغال
  - قهرمان (۲): ۲۰۱۸–۲۰۱۷، ۲۰۲۰–۲۰۱۹
- جام حذفی پرتغال
  - قهرمان (۱): ۲۰۲۰–۲۰۱۹
- سوپر جام پرتغال
  - قهرمان (۱): ۲۰۲۰

#### الهلال
- لیگ قهرمانان آسیا
  - قهرمان (۱): ۲۰۲۱
- لیگ حرفه‌ای عربستان
  - قهرمان (۱): ۲۰۲۲–۲۰۲۱
- سوپر جام عربستان
  - قهرمان (۱): ۲۰۲۱

### فردی
- اژدهای طلایی: ۲۰۱۸